# Njorfe
Njorfe, según Þorsteins saga Víkingssonar, fue un caudillo vikingo, rey de Oppland, Noruega. Tuvo nueve hijos y aunque hizo gran amistad con el campeón Vikingo que también tenía otros nueve hijos, entre los hijos existió una agresiva competitividad que acabó con la muerte de casi todos, menos dos por cada bando familiar que se juraron venganza. Según las sagas nórdicas su hijo mayor Jokul, uno de los supervivientes, era un hechicero instruido en el seidr y persiguió incansablemente a Thorsten, primogénito de Vikingo.